# Esperiopsidae
Los esperiópsidos (Esperiopsidae) son una familia de esponjas marinas del orden Poecilosclerida. El género Esperiopsis se distribuye en la costa oeste de Canadá, en Alaska, en el Mar del Norte, en Rusia, en el norte de Mauritania, en las islas de Cabo Verde, en Chile, en Brasil, al sur de Argentina y en Indonesia.

## Géneros
- Amphilectus Vosmaer, 1880
- Esperiopsis Carter, 1882
- Semisuberites Carter, 1877
- Ulosa de Laubenfels, 1936